# Радзимін (гміна)
Гміна Радзимін (пол. Gmina Radzymin) — місько-сільська гміна у центральній Польщі. Належить до Воломінського повіту Мазовецького воєводства.
Станом на 31 грудня 2011 у гміні проживало 23177 осіб.

## Площа
Згідно з даними за 2007 рік площа гміни становила 130.93 км², у тому числі:
- орні землі: 62.00%
- ліси: 23.00%

Таким чином, площа гміни становить 13.70% площі повіту.

## Населення
Станом на 31 грудня 2011:
| Опис     | Загалом | Загалом | Чоловіки | Чоловіки | Жінки | Жінки |
| -------- | ------- | ------- | -------- | -------- | ----- | ----- |
| одиниця  | осіб    | %       | осіб     | %        | осіб  | %     |
| все      | 23177   | 100     | 11340    | 48.93    | 11837 | 51.07 |
| міське   | 10499   | 100     | 5027     | 47.88    | 5472  | 52.12 |
| сільське | 12678   | 100     | 6313     | 49.79    | 6365  | 50.21 |

## Сусідні гміни
Гміна Радзимін межує з такими гмінами: Воломін, Домбрувка, Клембув, Кобилка, Маркі, Непорент, Сероцьк.